# 弘石雅和
弘石 雅和（ひろいし まさかず、1966年8月10日 - ）は、日本の音楽プロデューサー。ユーマ株式会社/株式会社Pinc代表取締役。

## 略歴
- 1990年 - アルファレコード入社[1]。
- 1994年 - ソニー・ミュージックエンタテインメント入社。テクノ部門を設立。
- 1997年 - ベルギーR&Sレコーズへ出向。
- 1998年 - ワープ・レコーズ窓口としてロンドン勤務。
- 2001年 - ソニー・ミュージック退社。ロンドンおよび渋谷にてクラブミュージック専門レーベルThird-Ear創業。
- 2010年 - Third-Ear Japanをユーマ株式会社（U/M/A/A株式会社）へ改組。
- 2012年 - 株式会社Pinc設立。

## 人物・その他エピソード
- 大学時代にはテクノ、パンク、ヒップホップなど4つのバンドを掛け持ちし、GINGER BOYSというバンドで『三宅裕司のいかすバンド天国』（TBS）に出場した[2]。
- 吉祥寺のレンタルレコード店SHOP33のアルバイト時代には、後にパリコレやロンドン・コレクションにも参加するファッションブランドTOGAやJURIUS、当時ヒロポンファクトリー名義で活動中の村上隆や映画『AKIRA』作画監督の森本晃司といったアーティストとの交流があった。
- 1990年の大学卒業後には心酔するイエロー・マジック・オーケストラ（YMO）を生み出したアルファレコードに入社。洋楽部にてイギリスのBeggars BanquetやDepeche ModeがいたMute Records、JIVEなどダンス・ミュージックのプロモーションを担当した。
- 1994年にソニー・ミュージックエンタテインメントに転職し、海外のテクノミュージックを日本で浸透させると同時に、日本のテクノ系アーティストを育てるディレクターとして活躍。ワープレコード、R&Sレコーズなどの作品リリースや、ケン・イシイ、BOOM BOOM SATELLITESなどを担当し、電気グルーヴの海外戦略にも携わる。7年間で200タイトルをリリースした。
- 一番印象に残る仕事として、映画『AKIRA』作画監督の森本浩司に制作を依頼したケン・イシイのMVが大ヒットしたこと。最も売れた作品は、映画『トレインスポッティング』に使用されJ-WAVEでパワープレイとなった、Underworldの「Born Slippy」と述べている[3]。
- 1997年にベルギーのR&Sレコーズとのジョイントベンチャーがスタートし、ゲントにあるR&Sレコーズへ出向するも、両社の経営方針の違いから契約が見直された結果、1年後に帰国となる[4]。
- ベルギーからの帰国後すぐにロンドンにて、SHOP33時代からの友人でもあるBOOM BOOM SATELLITESのファーストアルバム制作やワープレコードの業務に携わった。
- 2001年、ソニー・ミュージックエンタテインメントを退社し、ガイ・マクリーリと共にクラブミュージック専門のレコード会社Third-Earをロンドンと渋谷を拠点に設立した[5]。
- スペイン・バルセロナの音楽イベントSónarを「Sónar Sound Tokyo 2002」として都内で開催した[6]。
- 渋谷にあったクラブ「セコ・バー」でYMOの細野晴臣と高橋幸宏によるスケッチ・ショウのシークレット・ライブをセッティングした縁から、バルセロナの「Sónar 2003」とロンドンの「Cybersonica 2003」にスケッチ・ショウをブッキングし、取り仕切った[7]。
- 2004年には坂本龍一も参加し、Human Audio Sponge（HAS）というユニット名で、1993年のYMO再生ライブ以来11年振りとなる3人でのライブをバルセロナの「Sónar 2004」および「Sónar Sound Tokyo 2004」にて実現した。
- 2007年、YMOの曲を初音ミクでカヴァーした『Hatsune Miku Orchestra』（HMOとかの中の人。）をThird-Ear Japanよりリリース。VOCALOIDという新たなムーブメントの気配を感じ取ったことをきっかけに、2010年にThird-Ear Japanの株式を買い取る形で独立した。
- DECO*27やsasakure.UKといった新世代のアーティストとの出会いもあり、アニメやゲームなど、さらに幅広いフィールドに音楽を繋げていきたいという意味で社名をU/M/A/A Inc., United Music and Artists（ユーマ株式会社）に変更した。
- 2023年、アーティストのルー・ビーチ氏が、YMO世界デビュー時のワールドワイド版ファースト・アルバムのジャケットとして作成したアートワークを洋金箔の上に施した、NFT証明書付き作品「TechnoByobu（テクノ屏風）」を発売[8]。